# Кадниковский сельсовет (Алтайский край)
Кадниковский сельсовет — муниципальное образование со статусом сельского поселения и административно-территориальное образование в Мамонтовском районе Алтайского края России. Административный центр — село Кадниково.

## Население
| 1997 | 1998  | 1999 | 2000 | 2001 | 2002 | 2003 | 2004 | 2005 |
| ---- | ----- | ---- | ---- | ---- | ---- | ---- | ---- | ---- |
| 1012 | ↘1008 | ↘984 | ↘967 | ↘915 | ↘901 | ↗913 | ↘882 | ↘842 |
| 2006 | 2007  | 2008 | 2009 | 2010 | 2011 | 2012 | 2013 | 2014 |
| ↗863 | ↗932  | ↘925 | ↘918 | ↘846 | →846 | ↘800 | ↗801 | ↘770 |
| 2015 | 2016  | 2017 | 2018 | 2018 | 2019 | 2020 | 2021 |      |
| ↘743 | ↗747  | ↘714 | ↘709 | →709 | ↘696 | ↗701 | ↘685 |      |

По результатам Всероссийской переписи населения 2010 года, численность населения муниципального образования составила 846 человек, в том числе 399 мужчин и 447 женщин.

## Населённые пункты
В состав сельского поселения входит один населённый пункт — село Кадниково.